# Grèce aux Jeux olympiques d'été de 1976
L'équipe olympique grecque participe aux Jeux olympiques d'été de 1976 à Montréal. Elle n'y remporte aucune médaille. Le sprinter Vasílios Papayeorgópoulos est le porte-drapeau d'une délégation grecque comptant 36 sportifs (34 hommes et 2 femmes).